# Vadmadárkórház

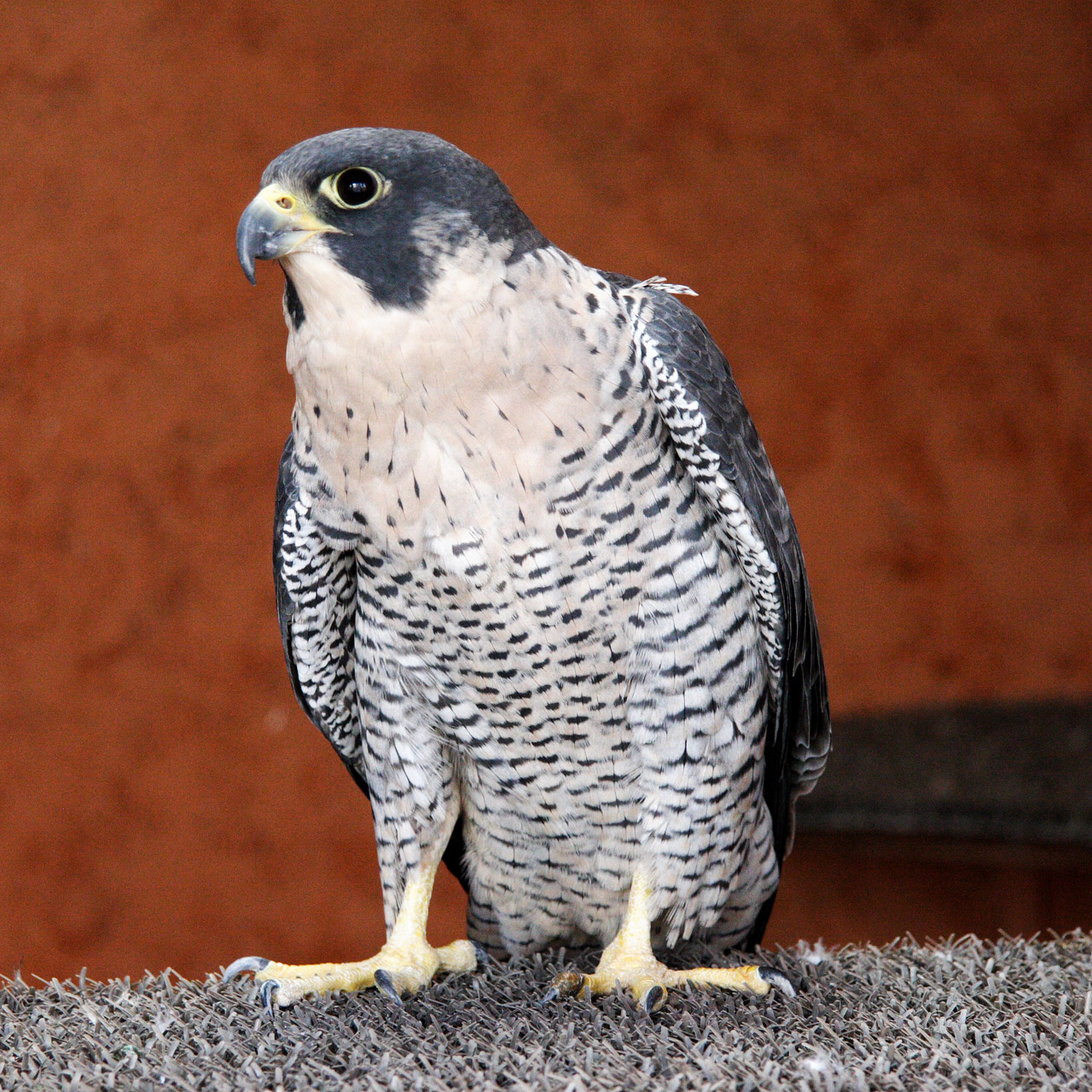
Sérült vándorsólyom

A sukorói vadmadárkórház célja a Magyarországon honos, az itt költő madarak, valamint az ezen a területen áthaladó vándormadarak védelme és a sérült példányok gondozása, ellátása, gyógyítása, azt követően pedig – ha lehetséges – a szabad természetbe való visszaengedése; az ezen tevékenységekkel kapcsolatos oktatás, nevelés és ismeretterjesztés; állat-, természet-, és környezetvédelem. Alapítója és vezetője Berkényi Tamás állatorvos.

## Története, feladata
A vadmadárkórház története 1992-re nyúlik vissza. Az állatszerető emberek gyakran vittek sérült, beteg, az út szélén talált madarakat a székesfehérvári állatkórházba. A kórház akkori vezetőjének, Berkényi Tamásnak össze kellett egyeztetnie az üzleti alapon működő állatkórház érdekeit a bevételt nem hozó, vadon élő madarak gyógyításával. A megoldás egy önkéntesekkel, támogatásokból működő vadmadármentő kórház lett, melynek fő támogatója a székesfehérvári állatkórház volt gyógyszereivel, műtőjével.

## Tevékenysége
A kórház mintegy 350 madarat lát el évente, a természetbe való visszaengedések aránya pedig 47%. Komoly feladattá vált a madarak rendszeres kezelése, ápolása és elhelyezése. A vadmadarak esetében sajnos komoly gond, hogy a betegek egy része gyógykezelésük sem engedhető szabadon, mert a gyógyulásuk után visszamaradó maradandó károsodások nem teszik lehetővé számukra az önálló életet. Az ilyen madarak egész életükön át emberi gondoskodásra szorulnak. Ebben a HEROSZ Fejér megyei Állatotthona segített, ahol a mai napig működik a Vadmadárkórház rehabilitációs részlege. Élnek ott egerészölyvek, vércsék, szarkák, galambok, további kezelést már nem igénylő, de szabadon nem engedhető, sokszor szaporodóképes madarak.
A kórház Madármentés – lélekmentés című oktató programja keretében a város óvodáiban és iskoláiban tartanak foglalkozásokat, melynek során a gyermekek megtudják, mi a teendő a különböző sérüléseket szenvedett madarakkal.
A Vadmadárkórház további célja egy madárpark létrehozása, ahol lehetőség nyílik a szabad életre alkalmatlan madarak élethosszig való tartására, a veszélyeztetett fajok továbbtenyésztésére, a madarak bemutatására.